# بالوميرو
بلدية بالوميرو (بالإسبانية: Palomero)‏، هي بلدية تقع في مقاطعة قصرش والتي تقع في منطقة إكستريمادورا، غرب إسبانيا.
يبلغ عدد سكانها 530 نسمة وفقاً لإحصائية سنة (2002).